# Arthromeris himalayensis
Arthromeris himalayensis är en stensöteväxtart som först beskrevs av William Jackson Hooker, och fick sitt nu gällande namn av Ren-Chang Ching. Arthromeris himalayensis ingår i släktet Arthromeris och familjen Polypodiaceae. Utöver nominatformen finns också underarten A. h. niphoboloides.